# Ischnocampa griseola
Ischnocampa griseola är en fjärilsart som beskrevs av Rothschild 1909. Ischnocampa griseola ingår i släktet Ischnocampa och familjen björnspinnare. Inga underarter finns listade i Catalogue of Life.